# Chrysolepis chrysophylla
Chrysolepis chrysophylla là một loài thực vật có hoa trong họ Fagaceae. Loài này được (Douglas ex Hook.) Hjelmq. mô tả khoa học đầu tiên năm 1948.

## Hình ảnh

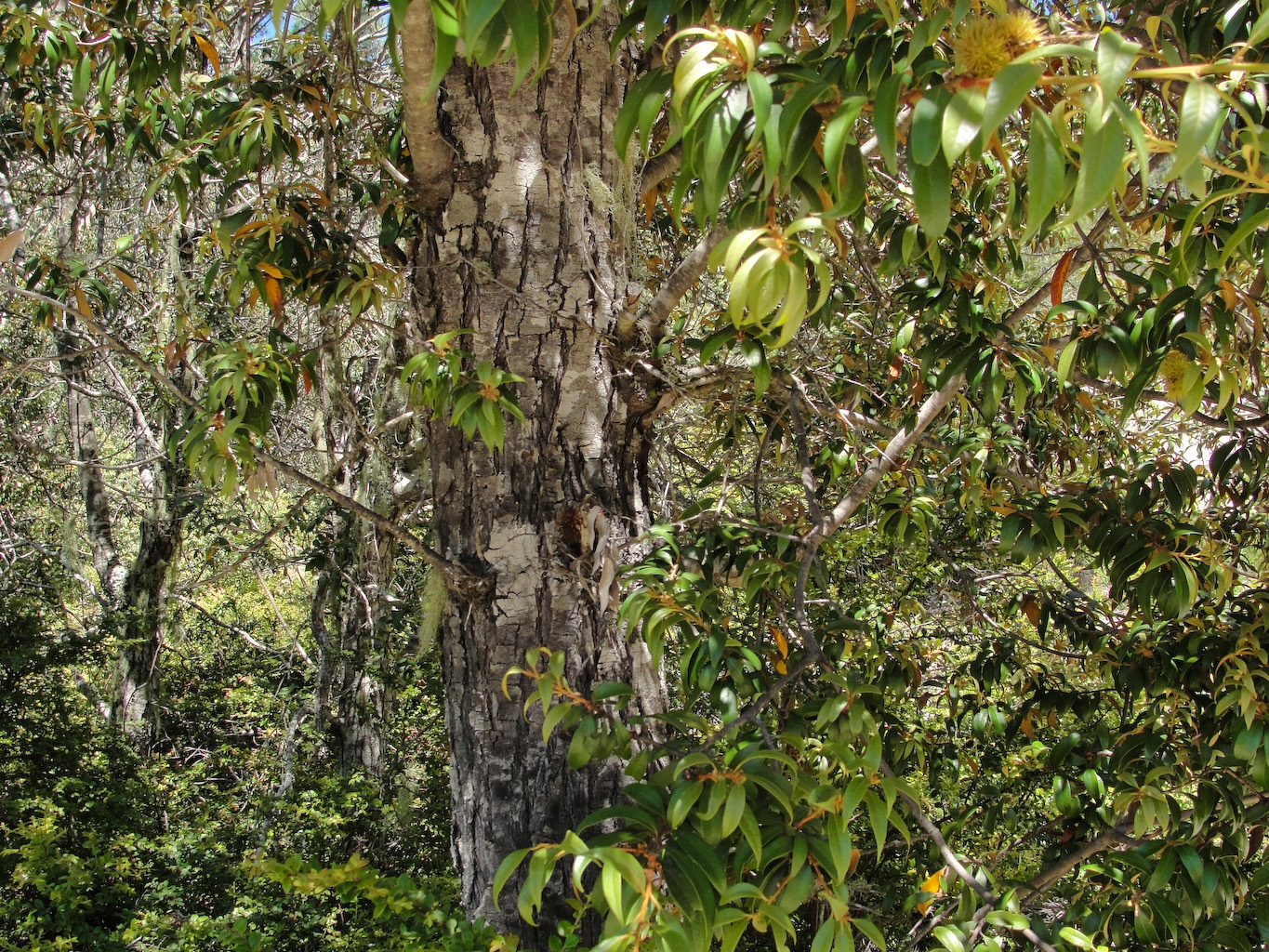
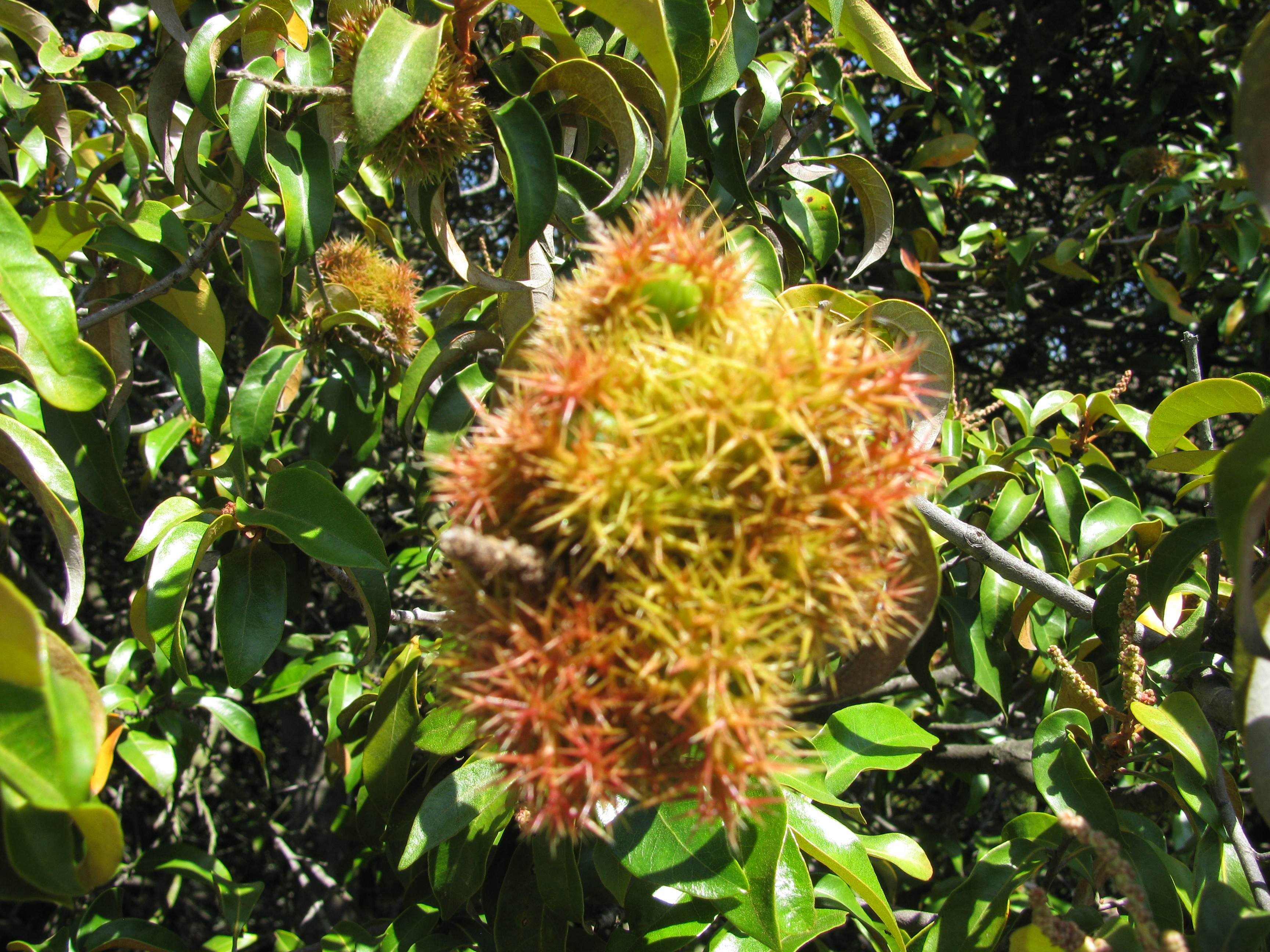
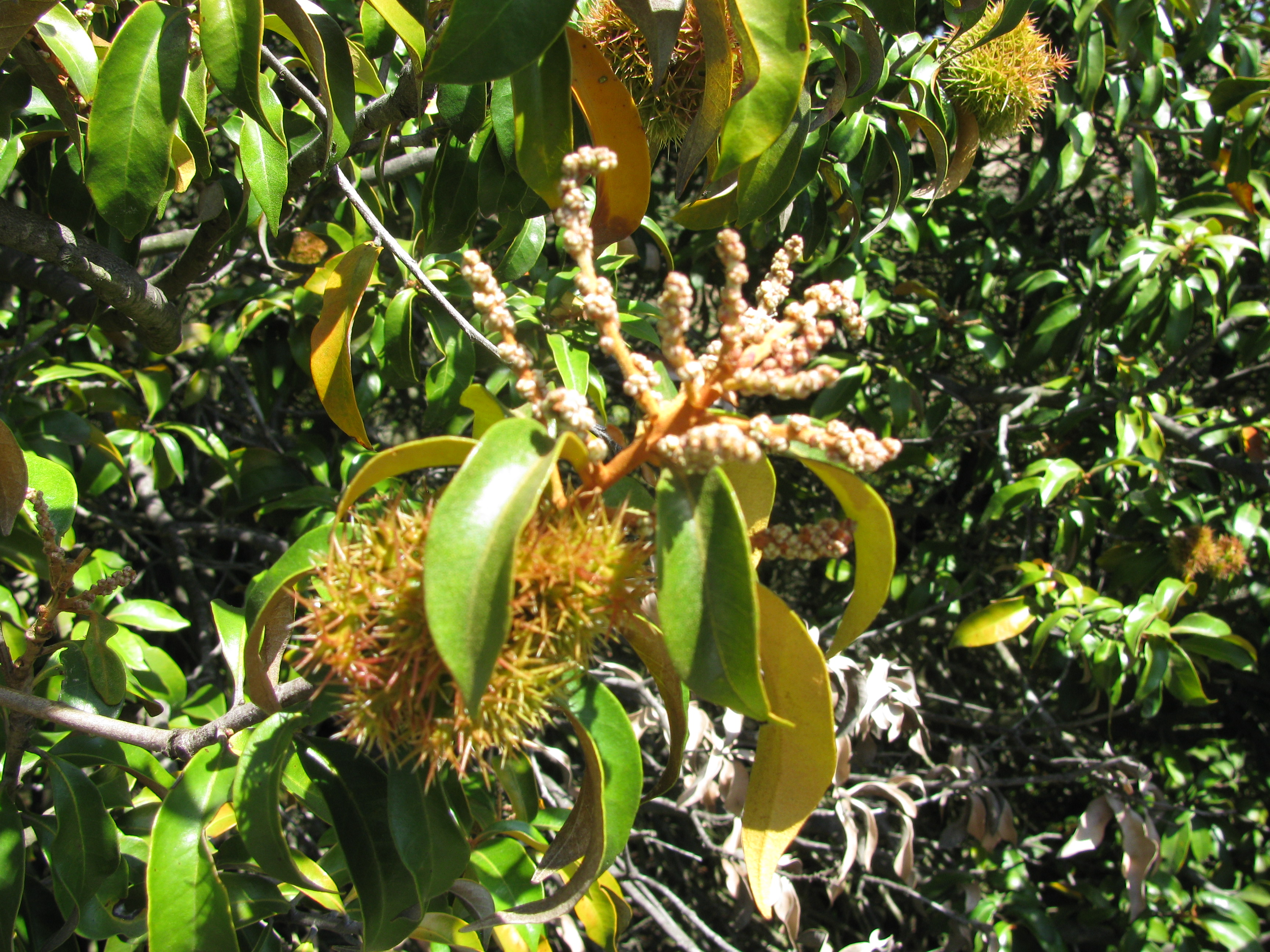
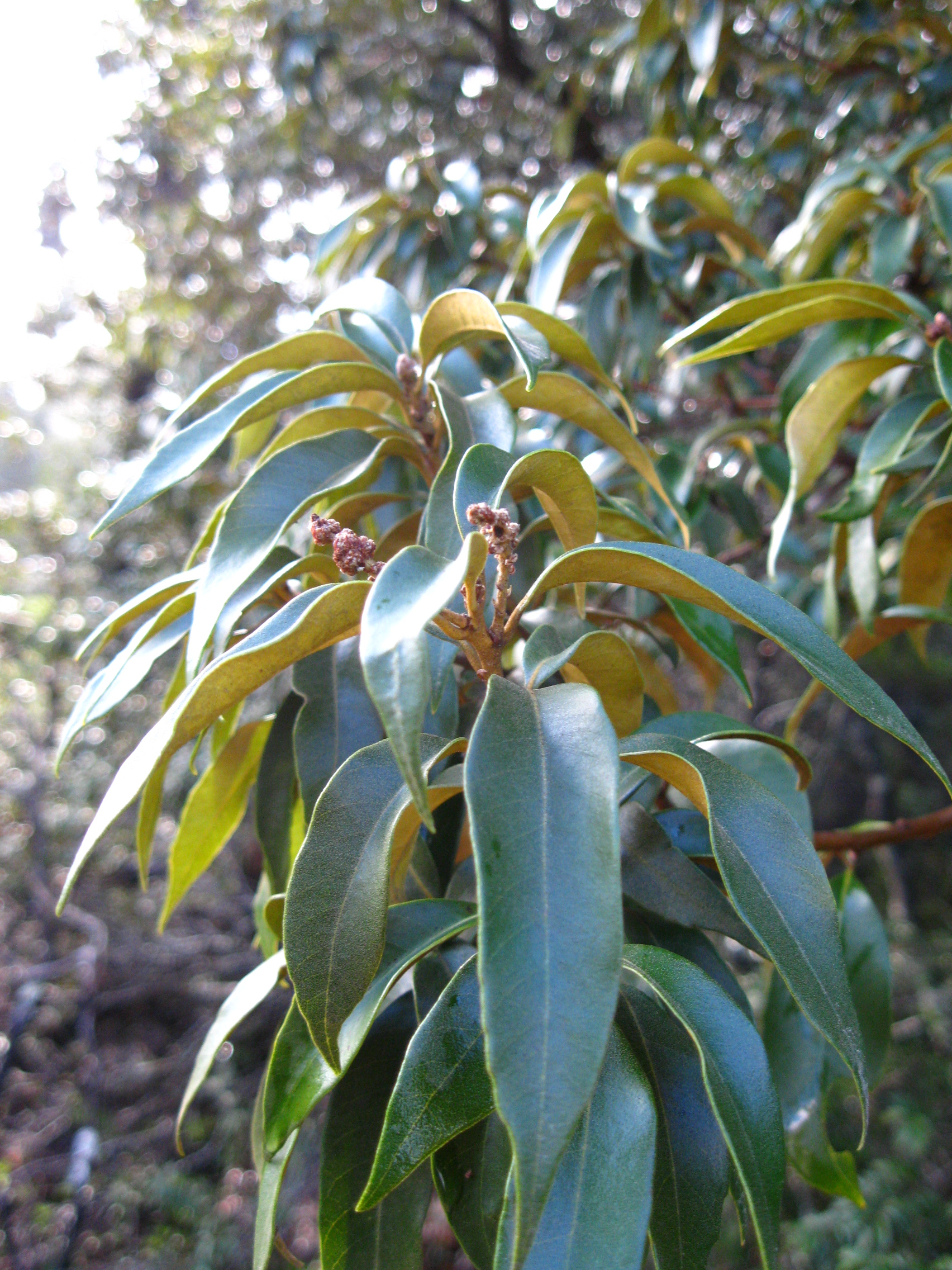